# Mary Bell (criminale)
Mary Flora Bell (Newcastle upon Tyne, 26 maggio 1957) è una serial killer britannica, ricordata per aver ucciso nel maggio 1968 due bambini, Martin Brown (4 anni) e Brian Howe (3 anni) all'età di 11 anni.

## Biografia

### Giovinezza
La madre di Mary Bell, Betty, era una prostituta spesso assente da casa poiché lavorava a Glasgow. Mary era la sua prima figlia, nata quando la donna aveva 16 anni. Il padre di Mary è tutt'oggi sconosciuto ma per molto tempo la bambina riconobbe come genitore Billy Bell, un criminale arrestato più volte per rapine armate che sposò la madre nel periodo della nascita della ragazza. Voci non attestate dicono che più volte Betty cercò di uccidere la figlia cercando di infliggerle una morte il più naturale possibile durante i primi anni di vita. Spesso la madre portava la figlia ai suoi incontri con i clienti facendola anche partecipare con il suo corpo in cambio di denaro.
Mary Bell crebbe nello Scotswood, un'area molto povera e per questo violenta di Newcastle upon Tyne. Come risultato la bimba si comportò fin da piccola in modo violento, picchiando i compagni di classe e compiendo atti vandalici.

### L'assassinio
Mary Bell strangolò Martin Brown, un bambino di quattro anni, il 25 maggio 1968, alla vigilia del suo undicesimo compleanno. Dopo l'omicidio Mary continuò con gli atti vandalici insieme alla sua amica Norma Bell.
Il cadavere venne ritrovato in una casa abbandonata e inizialmente si pensò a un incidente, ma dopo poche settimane, venne ritrovato un secondo cadavere, Brian Howe, ucciso il 31 luglio 1968 strangolato, evirato con un paio di forbici, senza una ciocca di capelli e con svariati tagli su tutto il corpo. I segni principali furono proprio dei tagli sullo stomaco a forma di MB e N. le similitudini portarono a collegare i due casi e, nell'agosto dello stesso anno le due ragazzine furono arrestate.

### Processo
Mary Bell fu condannata all'ergastolo per doppio omicidio volontario il 17 dicembre 1968 e affidata a cure psichiatriche. Norma Bell fu ritenuta innocente e scagionata. Nei momenti successivi alla condanna la madre di Mary iniziò a rilasciare ogni tipo di dichiarazione sulla figlia guadagnando cospicue somme di denaro dalle televisioni e dai giornali.

### Vita dopo la prigione
Mary Bell fu scarcerata nel 1980 e poté, grazie all'anonimato assicuratole dallo Stato, iniziare una nuova vita assieme a sua figlia, nata nel 1984. Per un periodo, visse a Cumberlow nel South Norwood (una casa costruita dall'architetto vittoriano William Stanley).
La figlia rimase all'oscuro del passato della madre finché un reporter non scoprì dove abitavano. A causa di ciò, furono costrette ad abbandonare precipitosamente la loro casa, nascondendosi sotto delle lenzuola per evitare i flash dei fotografi accorsi sul luogo. L'anonimato della figlia fu protetto finché non compì l'età di 18 anni. Tuttavia, il 21 maggio 2003, la Bell vinse una battaglia legale perché l'anonimato per lei e sua figlia fosse esteso per tutta la vita. Ogni ordine per la protezione dell'anonimato a vita è perciò oggi definito nel Regno Unito "Mary Bell Order".

## Influenza culturale
- The Case of Mary Bell (1972): libro di Gitta Sereny con una descrizione dell'omicidio
- Cries Unheard: the Story of Mary Bell (1998): libro di Gitta Sereny con una biografia basata su interviste a Mary Bell e a parenti o amici e colleghi conosciuti durante la detenzione. Questo secondo libro è stato il primo a descrivere la vita sessuale della madre, una prostituta specializzata nel ruolo di dominatrice in rapporti sadomaso. La pubblicazione fu controversa, poiché la Bell fu pagata per la realizzazione. Alcuni tabloid e il governo di Tony Blair cercarono un impedimento legale perché un criminale non potesse guadagnare dal racconto del suo delitto, ma senza successo.
- Killerz (1999) episodio del telefilm Law & Order - I due volti della giustizia
- Lookout Lookout, canzone del cantautore statunitense Perfume Genius, contenuta nel suo album di debutto del 2010 Learning: «Mary, Mary Bell, / With an upper-case M. / All your neighbors know / What your mother sells / But you carved out a name, / You carved out a name for yourself.»[Tradurre]
- Il gruppo grindcore thrash statunitense Macabre nel 1993 ha dedicato una canzone omonima a Mary Bell, contenuta nel secondo album "Sinister slaughter". Nella canzone, una breve cronaca della carriera criminale della ragazza, la Bell viene chiamata "Child of Hell", ovvero "figlia dell'Inferno".